# One More Spring

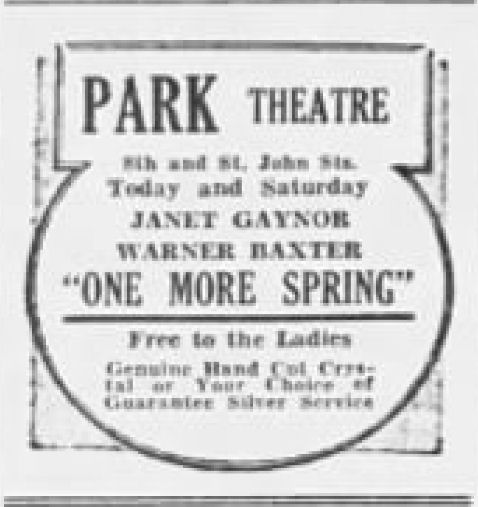
Publicité pour le film One More Spring (1935)

One More Spring est un film américain réalisé par Henry King, sorti en 1935.

## Synopsis
À New York, la boutique d'antiquités de Jaret Oktar ne rencontre pas de succès. L'actrice Elizabeth Cheney assiste à la vente aux enchères de son stock, juste pour passer le temps et s'asseoir, tandis que le violoniste de concert Morris Rosenberg se présente après la fin. Tous les trois sont sans travail et sans abri. Otkar offre à Rosenberg la moitié d'un lit sur lequel Napoléon a dormi. Ils emmènent le lit au parc sur une poussette et y dorment dehors sous les étoiles. Pendant ce temps, Cheney dort dans le métro.
Tandis qu'Otkar cherche une place plus permanente pour le lit, Rosenberg décide de s'entraîner. Cheney arrive et lui propose de jouer du violon pour faire tomber de l'argent de son chapeau. Il est insulté par Morris à l'idée de jouer pour quelques centimes, mais après son départ, il ravale sa fierté. Après une représentation, le balayeur de rue M. Sweeney exprime son désir d'apprendre à jouer un air particulier et saisissant l'occasion, Otkar lui propose des leçons de Rosenberg pour un endroit pour mettre leur lit. Sweeney a une salle d'outillage dans une écurie dans le parc.
Une fois installés, Otkar part à la recherche de nourriture. En essayant de voler un poulet cuit dans un restaurant chic, il rencontre Cheney, qui a volé du céleri. Finalement, elle le persuade de l'accueillir. Rosenberg s'objecte mais finit par cèder.
Le lendemain, Otkar demande à Rosenberg de distraire un gardien du zoo avec de la musique afin qu'il puisse voler une partie de la viande destinée aux lions. Ensuite, Sweeney emmène Rosenberg à la banque où travaille sa femme et où ils ont leurs économies. Rosenberg envie M. Sheridan, le président de la banque, ignorant que Sheridan a ses propres problèmes, à savoir que la banque risque de faire faillite.
Cette nuit-là, Sheridan supplie en vain un associé de l'aider avant que les examinateurs de la banque vérifient ses livres de compte le lendemain. La banque de Sheridan ferme en effet, emportant avec elle les économies des Sweeneys. Le banquier essaie de se noyer, mais l'eau est trop peu profonde et Otkar le sort de la boue. Otkar et Cheney le persuadent de rentrer, de faire face à ses déposants et d'essayer de sauver quelque chose.
Le trio passe l'hiver. Quand le printemps arrive, Rosenberg a des nouvelles passionnantes. Il a travaillé avec un orchestre symphonique à l'extérieur de la ville. Quand il part, Otkar décide qu'il ne serait pas juste pour un homme et une femme célibataires de vivre ensemble, alors il décide de se diriger vers le sud et de laisser l'endroit et le lit à Cheney. Puis Sheridan se présente. Le gouvernement va renflouer sa banque et les Sweeney ne perdront pas leurs économies. De plus, il veut acheter le lit. Avec le produit, Otkar a enfin quelque chose à offrir à Cheney et il l'appelle «chérie» pour la première fois et l'embrasse.

## Fiche technique
- Titre original : One More Spring
- Réalisation : Henry King
- Scénario : Edwin J. Burke, d'après le roman éponyme de Robert Nathan
- Direction artistique : Jack Otterson
- Costumes : William Lambert
- Photographie : John Seitz
- Son : Joseph Aiken
- Montage : Harold Schuster
- Production : Winfield Sheehan
- Société de production : Fox Film Corporation
- Société de distribution : Fox Film Corporation
- Pays de production :  États-Unis
- Langue : anglais
- Format : Noir et blanc - 35 mm - 1,37:1 - Son Mono (Western Electric Noiseless Recording)
- Genre : Film dramatique
- Durée : 87 minutes
- Date de sortie :
  - États-Unis : 15 février 1935

## Distribution
- Janet Gaynor : Elizabeth Cheney
- Warner Baxter : Otkar
- Walter King : Morris Rosenberg
- Jane Darwell : Mme Sweeney
- Roger Imhof : Michael Sweeney
- Grant Mitchell : Sheridan
- Rosemary Ames : Mlle Weber
- John Qualen : le commissaire-priseur
- Nick Foran : le policeman
- Astrid Allwyn : la fille dans le magasin d'antiquités
- Lee Kohlmar : le flûtiste
- Stepin Fetchit : l'employé du zoo
- Billy Sullivan (non crédité)